# Argas
Genre
Synonymes
- Carios Latreille, 1796
- Ogadenus Pospelova-Shtrom, 1946
- Euargas Filippova, 1964
- Persicargas Kaiser, Hoogstraal & Kohls, 1964
- Microargas Hoogstraal & Kohls, 1966

Argas est un genre de tiques de la famille des Argasidae.

## Distribution et habitat
Les espèces de ce genre sont surtout trouvées dans les zones chaudes voire arides.
Elles pourraient donc voir leur aire de répartition grandir avec le réchauffement climatique. Par exemple Argas reflexus est maintenant observée en Europe centrale, sans doute introduite ou apportée par des oiseaux (souvent associée aux pigeons). Or de manière inattendue, cette tique molle résiste mieux et plus longtemps au gel que des tiques européennes telles que Ixodes ricinus.

## Pathogénicité

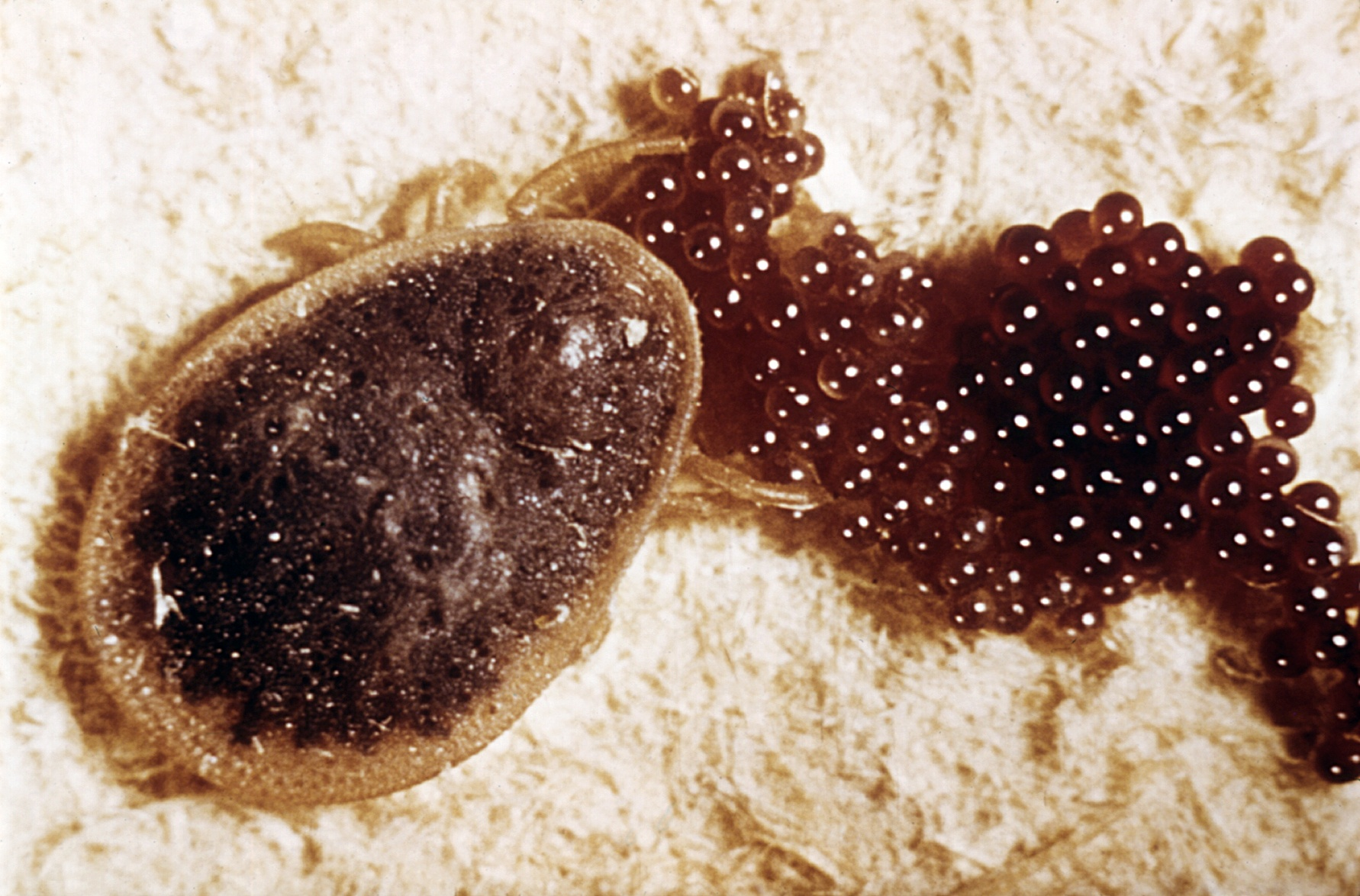
Argas sp.

Ces tiques sont porteuses et vectrices de virus et bactéries pathogènes pour de nombreux animaux et parfois pour l'Homme.
Elles transportent et inoculent parfois des virus, des bactéries, des protozoaires ou des nématodes qui ont souvent coévolué avec elles.

## Allergénicité
Des réactions allergiques sont souvent constatées. Ce sont probablement des réactions du système immunitaire face aux anticoagulants et aux enzymes salivaire injectés par la tique. Elles vont de l'envenimation du point de morsure à une crise allergique, parfois violente et brutale allant jusqu'au choc anaphylactique, souvent récidivant (Ex : pour 12 cas faisant suite à des morsures d' Argas reflexus rapportés par J.C. Bessot et al. ont été accompagnés de manifestations cutanées ou muqueuses (12 cas/12), de troubles respiratoires (8 cas), digestifs (6 cas), et cardio-circulatoires (12 cas), ayant abouti dans 8 cas à une perte de connaissance et envoi en service de réanimation.
La piqure se fait souvent de nuit, en saison chaude et la présence de pigeons dans l'environnement immédiat peut orienter le diagnostic.

## Spécificité comportementale rare
Toutes les tiques étaient considérées comme n'ayant aucun comportement maternel, mais une première exception (transport de larves sur l'opisthosoma) a été observée chez Antricola marginatus puis chez deux autres espèces d'argasidae : Argas (Argas) striatus et Argas (Secretargas) transgariepinus ; avec en outre un comportement inattendu de couvaison des œufs chez cette dernière espèces (A. (S.) transgariepinus) qui possède aussi une structure unique sur la partie ventrale de son abdomen (chez la femelle uniquement). Ce comportement pourrait être une adaptation évolutive (peut être lié à la présence de pulvilli sur les larves) ou être la conservation d'un trait ancestral disparu chez les autres genre et espèces de tiques.

## Liste des espèces
Selon Guglielmone et al., 2010 :
- Argas abdussalami Hoogstraal & McCarthy, 1965
- Argas africolumbae Hoogstraal, Kaiser, Walker, Ledger, Converse & Rice, 1975
- Argas arboreus Kaiser, Hoogstraal & Kohls, 1964
- Argas assimilis Teng & Song, 1983
- Argas australiensis Kohls & Hoogstraal, 1962
- Argas beijingensis Teng, 1983
- Argas beklemischevi Pospelova-Shtrom, Vasilyeva & Semashko, 1963
- Argas boueti Roubaud & Colas-Belcour, 1933
- Argas brevipes Banks, 1908
- Argas brumpti Neumann, 1907
- Argas bureschi Dryenski, 1957
- Argas ceylonensis Hoogstraal & Kaiser, 1968
- Argas confusus Hoogstraal, 1955
- Argas cooleyi Kohls & Hoogstraal, 1960
- Argas cordiformis Hoogstraal & Kohls, 1967
- Argas cucumerinus Neumann, 1901
- Argas dalei Clifford, Keirans, Hoogstraal & Corwin, 1976
- Argas daviesi Kaiser & Hoogstraal, 1973
- Argas delicatus Neumann, 1910
- Argas dewae Kaiser & Hoogstraal, 1974
- Argas dulus Keirans, Clifford & Capriles, 1971
- Argas echinops Hoogstraal, Uilenberg & Blanc, 1967
- Argas falco Kaiser & Hoogstraal, 1974
- Argas giganteus Kohls & Clifford, 1968
- Argas gilcolladoi Estrada-Peña, Lucientes & Sánchez, 1987
- Argas hermanni Audouin, 1826
- Argas himalayensis Hoogstraal & Kaiser, 1973
- Argas hoogstraali Morel & Vassiliades, 1965
- Argas japonicus Yamaguti, Clifford & Tipton, 1968
- Argas keiransi Estrada-Peña, Venzal & González-Acuña, 2003
- Argas lagenoplastis Froggatt, 1906
- Argas latus Filippova, 1961
- Argas lowryae Kaiser & Hoogstraal, 1975
- Argas macrodermae Hoogstraal, Moorhouse, Wolf & Wassef, 1977
- Argas macrostigmatus Filippova, 1961
- Argas magnus Neumann, 1896
- Argas miniatus Koch, 1844
- Argas monachus Keirans, Radovsky & Clifford, 1973
- Argas monolakensis Schwan, Corwin & Brown, 1992
- Argas moreli Keirans, Hoogstraal & Clifford, 1979
- Argas neghmei Kohls & Hoogstraal, 1961
- Argas nullarborensis Hoogstraal & Kaiser, 1973
- Argas persicus (Oken, 1818)
- Argas polonicus Siuda, Hoogstraal, Clifford & Wassef, 1979
- Argas pusillus Kohls, 1950
- Argas radiatus Railliet, 1893
- Argas reflexus (Fabricius, 1794)
- Argas ricei Hoogstraal, Kaiser, Clifford & Keirans, 1975
- Argas robertsi Hoogstraal, Kaiser & Kohls, 1968
- Argas sanchezi Dugès, 1887
- Argas sinensis Jeu & Zhu, 1982
- Argas streptopelia Kaiser, Hoogstraal & Horner, 1970
- Argas striatus Bedford, 1932
- Argas theilerae Hoogstraal & Kaiser, 1970
- Argas transgariepinus White, 1846
- Argas transversus Banks, 1902
- Argas tridentatus Filippova, 1961
- Argas vespertilionis (Latreille, 1796)
- Argas vulgaris Filippova, 1961
- Argas walkerae Kaiser & Hoogstraal, 1969
- Argas zumpti Hoogstraal, Kaiser & Kohls, 1968

## Publication originale
- Latreille, 1795 : Observations sur la variété des organes de la bouche des tiques, et distribution méthodique des insectes de cette famille d'après les caractères établis sur la conformation de ces organes. Magasin Encyclopédique, ou Journal des Sciences, des Lettres et des Arts, Paris, vol. 4, p. 15-20.